# Хосе Антоніо Каро Діас
Хосе Антоніо Каро Діас (ісп. José Antonio Caro Díaz, нар. 22 травня 1994, Севілья) — іспанський футболіст, воротар клубу «Понферрадіна».

## Ігрова кар'єра
Народився 22 травня 1994 року в місті Севілья. Вихованець футбольної школи місцевого однойменного клубу.
У дорослому футболі дебютував 2011 року виступами за третю команду «Сівільї», а за три роки був переведений до другої команди, «Севілья Атлетіко», в якій провів чотири сезони.
2018 року, не отримавши шансу пробитися до основної команди рідного клубу уклав контракт з клубом «Реал Вальядолід». У новій команді не зумів поборотися за місце основного воротаря і віддавався в оренду до «Альбасете» та «Понферрадіни».
2020 року повернувся з оренди і провів декілька ігор за основну команду «Реал Вальядолід», після чого, утім, знову був орендований «Понферрадіною».